# Холи Мадисън
Холи Мадисън (на английски: Holly Madison), родена Холи Сю Кълън (на английски: Holly Sue Cullen), е американски модел и телевизионна личност.